# Het verhaal van Liu Yi

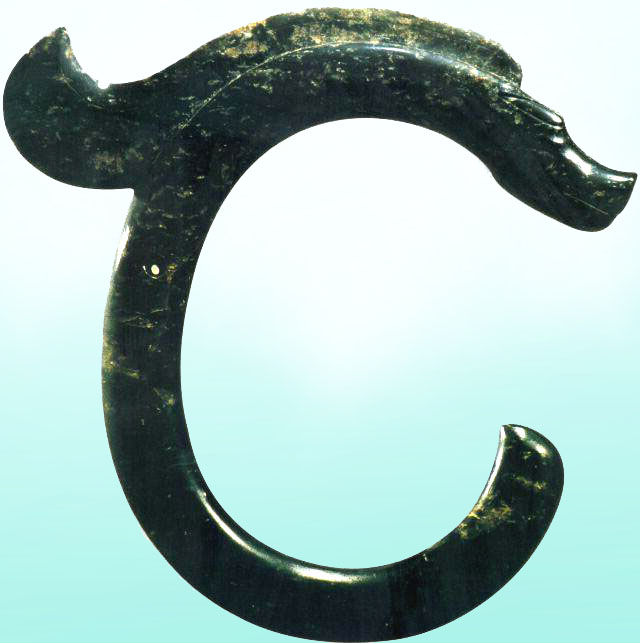
Draak van jade, Hongshancultuur uit het neolithicum

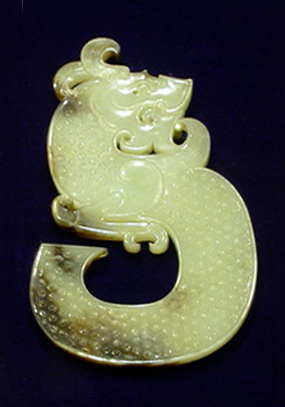
Draak uit de Han-dynastie

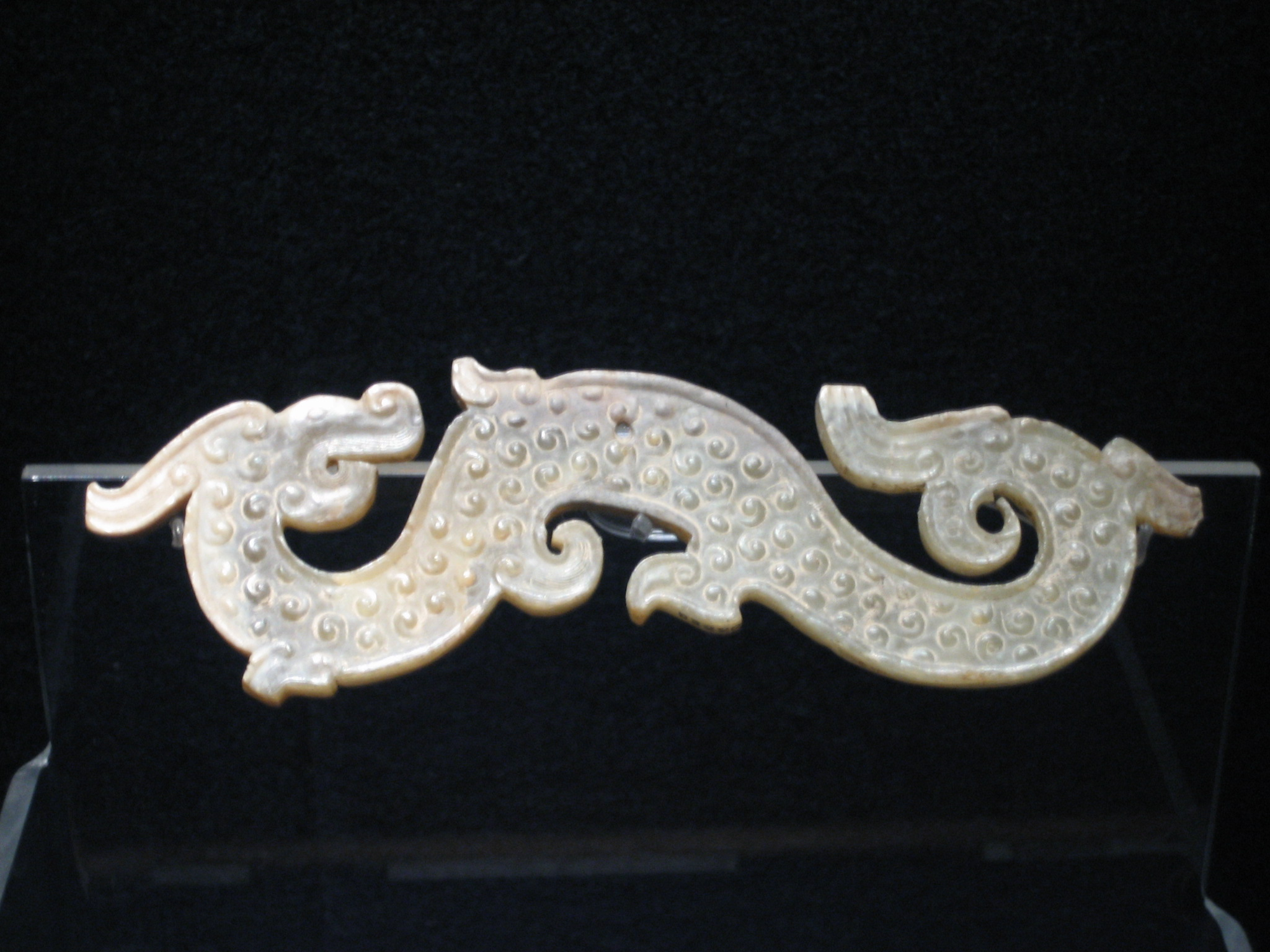
Draak van jade

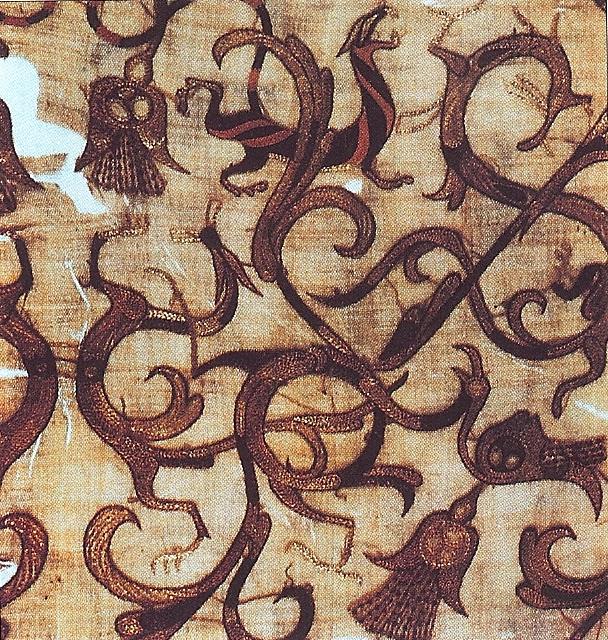
Chinees zijde met Chinese draken, feniksen en tijgers

Het verhaal van Liu Yi is een volksverhaal uit China.

## Het verhaal
Tijdens de Yifeng-periode (676-678) was Liu Yi een jonge zedenmeester en hij reisde naar de hoofdstad om deel te nemen aan het examen. Hij had geen succes en keerde terug naar de oevers van de Xiangjiang. Hij wilde nog een plaatsgenoot in Jingyang bezoeken om afscheid te nemen en na zes of zeven li schrok het paard van een zwerm opvliegende vogels. Het sloeg op hol en na zes of zeven li stopte het. Liu Yi zag een vrouw geiten hoeden, ze was erg mooi. Haar hoofddoek en gelaatsuitdrukking zijn echter zonder glans en ze staat op haar tenen te luisteren. Liu Yi vraagt door welk lijden ze zichzelf hiertoe heeft verlaagd. Ze vertelt ongelukkig te zijn en is dankbaar dat Liu Yi het haar vroeg.
Ze vertelt de jongste dochter van de drakenvorst van het Dongtingmeer te zijn en haar ouders huwelijkten haar uit aan de tweede zoon van de drakengod van de rivier Jing. Haar man heeft een losbandig karakter en behandelde haar steeds slechter. Ze wilde klagen bij haar schoonouders, maar die konden hun zoon niet intomen. Toen ze bleef klagen, werd ze vernederd en ze vertelt dat Dongting eindeloos ver weg is. Ze vraagt de man een brief mee te nemen. De man vraagt zich af hoe hij in het diepe water kan komen en hoort dat Dongting niet verschillen zal van de hoofdstad. Op de zuidoever groeit een sinaasappelboom en deze wordt de heilige boom genoemd door de dorpelingen.
Liu Yi moet zijn gordel losmaken en driemaal tegen de boom kloppen, hij moet dan degene volgen die aankomt. Liu Yi vraagt nog waarom ze de geiten hoedt, maar hoort dat het regenknechten zijn. Regenknechten lijken op dondergoden. Liu Yi vraagt nog of zij hem niet zal ontlopen als ze naar Dongting terugkeert en ze belooft hem te bejegenen als een familielid. Ze neemt afscheid en vertrekt in oostelijke richting en Liu Yi ziet geen spoor van haar na enkele passen. Dezelfde avond neemt hij afscheid van zijn vriend in Jingyang.
Na een maand komt hij in zijn geboortestreek en gaat naar huis. Daarna gaat hij naar het Dongtingmeer en vindt de heilige sinaasappelboom. Hij slaat met zijn gordel driemaal tegen de boom en een krijger komt uit de golven. Hij maakt een dubbele buiging en vraagt waarom Liu Yi gekomen is. Liu Yi geeft een ontwijkend antwoord en de krijger deelt het water en wijst de weg en laat de gast zijn ogen sluiten. Als Liu Yi zijn ogen weer opendoet, is hij in het paleis en hij ziet zeldzame kruiden en kostbare bomen. De krijger vertelt dat het de Hal van Numineuze Leegte is en alle kostbaarheden van de aarde zijn bijeengebracht.

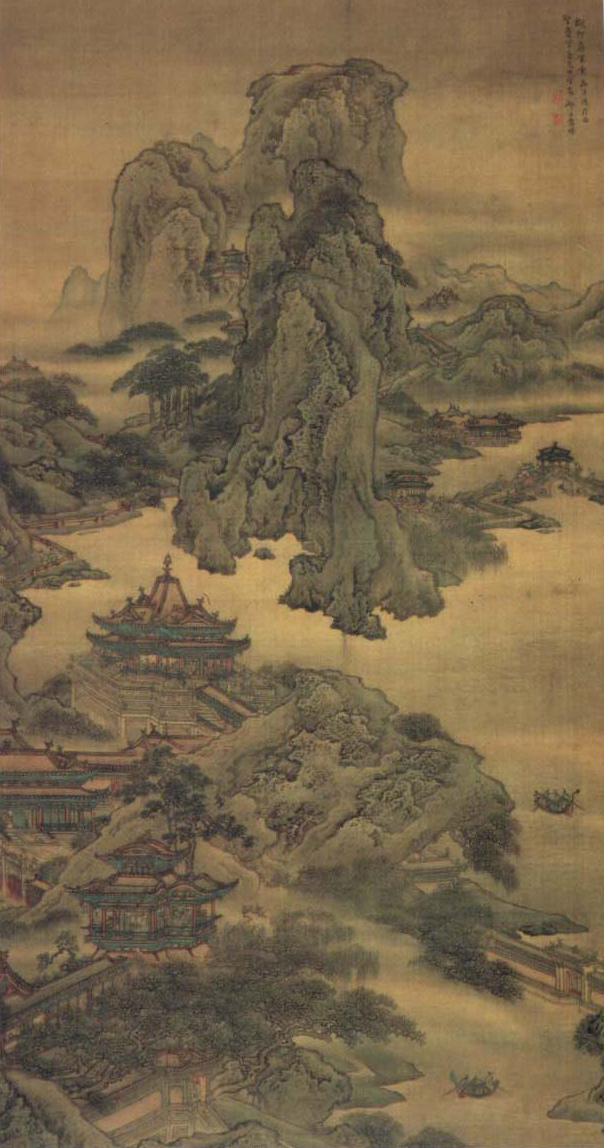
Het Epang-paleis

Liu Yi ziet zwarte jade, banken van koraal, deurgordijnen van kristal, blauwgroene lateien met gekorven glazuur en er is barnsteen aangebracht op de bonte regenboogbalken. De koning komt uit de Mysterieuze Parel-toren en besprak daar het Boek van Vuur. Liu Yi hoort dat de koning een draak is en met een druppel water heuvels en water doet overstromen. De taoïstische meester is een mens en deze maken vuur tot hun goddelijke element, maar je hebt maar één lamp nodig om het Epang-paleis te doen afbranden. De meester van de Verheven Yang is doorkneed met de normen van de mens en daarom heeft de drakenkoning hem uitgenodigd om les te nemen.
De wolken komen met schaduwen omstuwd en een man in een purper gewaad en zwarte jade in zijn handen komt door de paleispoort. Het is de drakenkoning en Liu Yi vertelt zijn verhaal en geeft de brief. De drakenkoning stuurt een opdracht naar de serail en dan vliegt Qiantang als rode draak van meer dan duizend voet lang, met bliksemende ogen en een bloedrode tong, scharlaken schubben en vurige manen. Hij sleept een pilaar van jade voort en draagt een gouden ketting om de nek. Liu Yi wordt bang, maar de drakenkoning zegt dat hij niet hoeft te vrezen. Even later komen duizenden meisjes in rode gewaden binnen met in hun midden een gewaad van zijde wat bezet is met parels. De gevangene van de Jing is weer thuisgekomen.
Liyu Yi gebruikt de maaltijd met de vorst en Qiantang komt binnen en toont zijn dankbaarheid. Door Liu Yi werden zij op de hoogte gesteld van de situatie van zijn nicht. Zonder Liu Yi zou zij als stof onder een tumulus zijn geworden. Liu Yi antwoord onderdanig en bescheiden en hoort dat Qiantang rapport heeft gebracht aan de Hoogste God in de negende hemel. Hij heeft kwijtschelding gekregen voor zijn eerder gemaakte fout, hij heeft de Vijf Markbergen van de Hemelgeneraals bedolven en de Yao had te kampen met een negenjarige overstroming. Hij biedt zijn verontschuldigingen aan Liu Yi bang gemaakt te hebben en buigt tweemaal. De bruidegom is opgegeten, achthonderd li aan gewas heeft schade en zeshonderdduizend zijn gedood.
's Nachts mag Liu Yi overnachten in de Hal van het Gestolde Licht en de volgende dag onthaalt men hem met een feestmaal in het Transparante Jade-paleis. Er worden dansen uitgevoerd en vaandels en wapens zijn overal aanwezig. Qiantangs Overwinning en Terugkeer van de Prinses worden gedanst en alle aanwezigen barsten in tranen uit. De drakenvorst schenkt witte zijde om te verdelen onder de dansers en danseressen en hij begint een lied. Daarna zingt ook de vost van Qiantang een lied en samen bieden ze Liu Yi een beker aan en deze drinkt van de wijn. Hij biedt twee bekers aan aan de vorsten en zingt ook een lied. De vorst van Dongting pakt een doos van groen jade met water-splijtende rhinoceroshoorn en de heer van Qiantang pakt een schaal van rode agaat gevuld met 's nachts schijnende parels en bieden ze aan.
Liu Yi krijgt witte en bonte zijde van de vrouwelijke familieleden en hij overnacht weer in de Hal van het Gestolde Licht. De volgende dag is er een feestmaal in het Paviljoen van het Klare Licht en Qiantang vraagt of Liu Yi wil trouwen met zijn nicht. Liu Yi vertelt dat dit niet de juiste weg is en laat zich niet dwingen. Qiantang biedt zijn verontschuldigingen aan. De dansen worden weer gedanst en Liu Yi en Qiantang worden de beste vrienden. De volgende dag neemt Liu Yi afscheid en laat merken dat hij spijt heeft van zijn keuze. Hij keert terug naar de oever van de rivier en meer dan tien dragers volgen hem tot aan zijn woning. Liu Yi reist naar de juweliers van Guangling en is rijk als hij het honderdste van de hand heeft gedaan. Hij trouwt met een dochter uit de Zhang-familie, maar ze overlijdt. Hij trouwt opnieuw met een dochter uit de Han-familie, maar ook zij overlijdt.
Liu Yi verhuist naar Jinling en hoort van een huwelijksbemiddelaarster dat er een dochter uit de Lu-familie afkomstig uit Fanyang komt. Haar vader Hao is magistraat van Qingliu en haar moeder is vrouwe Zheng. Vorig jaar is ze getrouwd met een zoon van de familie Zhang uit Qinghe, maar hij overleed al snel. De volgende dag vindt de huwelijksvoltrekking plaats en de families komen. Na een maand ziet Liu Yi de gelijkenis met de drakendochter en na een jaar schenkt ze hem een zoon. Liu Yi acht zijn vrouw nog meer en na een maand kleed ze zich om en roept Liu Yi. Ze vertelt inderdaad de dochter van Dongting te zijn en ze heeft haar haren afgeschoren toen ze uitgehuwelijkt werd met een zoon van de Zhuojin. Ze heeft dit pas vertelt toen ze doorkreeg dat Liu Yi zijn zoon beminde, want een vrouw is nietig en ze vertrouwt nu haar leven aan hem toe.
Liu Yi vertelt dat het ongepast zou zijn te trouwen met een vrouw wier man net is gedood door zijn toedoen. Het speet hem echter toen hij haar genegenheid zag op de dag van het afscheid. Hij had slechts oog voor wat recht was en dacht niet aan mogelijke gevolgen. Liu Yi belooft vrouwe Lu voor eeuwig in liefde te dienen. De drakendochter vertelt tienduizend jaren te leven en wil samen met haar man genieten in het water of op het land. Liu Yi is verbaasd, niet alleen weergaloze schoonheid maar ook onsterfelijkheid is hem gegund. Samen gaan ze naar Dongting en ze wonen veertig jaar in Nanhai. Alle familieleden van Liu Yi delen in zijn voorspoed. Zijn uiterlijk verandert niet en de Keizer is tijdens de regeringsperiode Kaiyuan (713-741) geïnteresseerd in onsterfelijkheid en technieken van de Weg. Het paar keert terug naar Dongting en tien jaar hoort niemand van hen.
Liu Yi's neef Xue Gu is magistraat van het hoofdstedelijk district, maar hij wordt gedegradeerd en gepost in het zuidoosten. Als hij over het Dongting-meer vaart, ziet hij een groene berg opdoemen. Hij denkt dat het een watermonster is, maar dan komt er een rijk versierde boot vanaf de berg en Xue Gu wordt aan boord gevraagd. Xue Gu laat aanmeren bij de berg en gaat aan land. Hij ziet een paleis als in de wereld van mensen en Liu Yi staat in het midden van een vertrek. Er zijn muzikanten en meisjes met parels en ijsvogelveren. Liu Yi's woorden waren dieper en zijn gelaatstrekken jonger. Xue Gu is al grijs geworden en hij zegt dat hij geen onsterfelijke is. Liu Yi geeft dan vijftig pillen en zegt dat één pil een jaar extra leven schenkt. Als de pillen op zijn, moet Xue Gu terugkomen naar Dongting, want men moet niet te lang in de wereld der mensen wonen. Na een feestmaal vertrekt Xue Gu en niemand heeft Liu Yi nog gezien. Xue Gu vertelt het verhaal vaak, maar is na vijftig jaar verdwenen.
De schrijver Li Chaowei uit Longxi zegt dat de leiders van de vijf diersoorten zich door intelligentie onderscheiden. De mens behoort tot de naakten en stelt zijn betrouwbaarheid in dienst van de geschubten. Dongting was grootmoedig en Qiantang onverschrokken. De eeuwenoude overlevering verdienen zij. Xue Gu zong hiervan, maar maakte geen verslag en mag slechts aan hun domein grenzen.

## Achtergronden
- Fabeldieren zoals draken zijn in Chinese volksverhalen vaak goedaardig, maar dit betekent niet dat ze geen gevaarlijke, mensverslindende monsters kunnen zijn. Een Chinese draak is de god van het water en iedere poel of put heeft zijn eigen draak. De opperste drakenkoning heeft zijn paleis op de bodem van de Oostelijke Oceaan en ze beschikken over magische vermogens. Draken kunnen zich in de gedaante van mens, vis of slang vertonen en ze roven soms jonge meisjes. Net als andere fabeldieren kunnen ze eerder bedwongen worden door een list dan door geweld. Zie ook Li Ji, Li Jing, Zhou Han, Het verhaal van het Keizerskanaal en De geschiedenis van de witte gibbon.
- Alle rivieren en meren hebben een eigen draak als vorst. Ze zijn gehuwd en hebben kinderen die zij over en weer uithuwelijken. Er ontstaan zo nauwe familiebanden. Het karakter van de draak is in overeenstemming met het water waarover zij heersen.
- De rivier Xiangjiang stroomt van noord naar zuid door de huidige provincie Hunan en monst uit in het Dongtingmeer. Het Dongtingmeer watert af op de Lange Rivier (Yangzi jiang). Het stroomgebied maakt deel uit van de oude staat Chu.
- De Jing is een belangrijke zijrivier van de Wei en een van de belangrijkste zijrivieren van de Gele Rivier. Het water is altijd troebel door löss.
- De rivier Qiantang stroomt bij Hangzhou in zee en is sinds de oudheid berucht vanwege de hoge springvloed.
- De Zhuojin is een zijrivier van de Lange Rivier in de huidige provincie Sichuan.
- De hoofdstad van de Tang-dynastie lag op de zuidoever van de Wei (Chang'an, het huidige Xi'an in Shaanxi). Guangling is een andere naam voor Yangzhou, bij de kruising van de Lange Rivier en het Keizerskanaal was het grootste handelscentrum van het oude China.
- Jinling is Nanking geworden.
- Nanhai is nu Guangdong.
- Het verhaal komt voor in het gehele Chinese rijk, wat werd verdeeld in negen gouwen.
- Het Epang-paleis werd gebouwd door de Eerste Keizer (Qin Shi Huangdi) en werd door opstandelingen (in 210 v.Chr.) in de as gelegd.
- Yao is China's heilige heerser uit de verre voortijd.
- Li Chaowei was afkomstig uit Noordwest-China en moet rond 800 geleefd hebben.
- Purper is wereldwijd een teken van macht, statiegewaden werden gedrenkt in purper. Dit gaf een visgeur af. De werkelijke naam van de Verboden Stad is de Purperen Verboden Stad.